# Яростный леопард
Яростный леопард (яп. 猛豹 мо:хё:), кратко леопард (яп. 豹 хё:) — фигура в некоторых крупных вариантах сёги: тю сёги, дай дай сёги, мака дай дай сёги, тай сёги, тайкёку сёги.
Обозначение в европейской нотации:  FL (от англ. Ferocious Leopard).

## Начальное расположение
В начальной расстановке фигур в тю сёги у каждого из противников имеется по 2 леопарда, стоящих на вторых с краю вертикалях и ближней горизонтали, между медными генералами и стрелками.

## Правила ходов
|  |   |    |   |  |
|  | ○ | ○  | ○ |  |
|  |   | 豹 |   |  |
|  | ○ | ○  | ○ |  |
|  |   |    |   |  |

Во всех вариантах леопард ходит на 6 соседних полей: вперёд, назад, и по всем диагоналям.
Перевороты (превращения):
- В тю сёги яростный леопард переворачивается в слона (фигуру, ходящую в любом диагональном направлении на любое число полей),
- в дай дай сёги он не переворачивается, а
- в мака дай дай сёги и тай сёги он переворачивается в свободного леопарда (яп. 奔豹 хонхё:): фигуру, ходящую в тех же направлениях, что и леопард, но на любое число полей.